# 滝又の滝
滝又の滝（たきまたのたき）は、京都府京都市右京区京北町大字細野にある滝。「京都の自然200選」に選定されている。

## 特徴
丹波高地の細野川支流、轟谷の標高450mに位置する三段の滝である。落差は約20メートルまたは約25メートル。
織田信長の甥である十界因果居士はここで滝行を行い、滝又の滝と命名したとされる。

## 地質
層状チャートを削って出来た滝で、ほぼ垂直の壁面を形成している。

## 交通アクセス
公共交通機関
- JR・近鉄京都駅からJRバス高雄・京北線で「細野口」下車後徒歩30分[3]